# Richard Sènou
Richard Mahougnon Sènou né le 26 avril 1950 à Porto Novo au Bénin et mort le samedi 25 juillet 2020 à Cotonou au Bénin, est un ancien ministre, un économiste et homme politique béninois.

## Biographie

### Enfance et formations
Richard Mahugnon Sènou est né le 26 avril 1950 et est de la ville de Porto Novo. Après son Baccalauréat au Collège Père Aupiais de Cotonou, il s'inscrit à l’université de Paris Nanterre où il obtient une maîtrise en Économie,.

### Carrière
Richard Sènou qui est un gestionnaire des finances publiques de formation, est un ancien fonctionnaire de la Banque Mondiale. Candidat malheureux aux présidentielles béninoises de 2006, il entre au gouvernement du vainqueur de ladite élection, Boni Yayi, comme ministre délégué auprès du président de la République chargé des infrastructures et des transports de novembre 2006 à juin 2007. Il quitte le gouvernement et est nommé dans la foulée par décret N° 2008-145 datant du 26 mars 2008, conseiller Spécial à l’économie du Président de la République,.
Richard Sènou meurt au Centre National Hospitalier Universitaire Hubert Koutougou MAGA de Cotonou (CNHU-HKM) de Cotonou alors qu’il était dans le coma et attendait une évacuation sanitaire. Il est enterré le samedi 22 août à Avakpa,,.